# Ricardo Arozarena Girón
Ricardo Arozarena Girón (Càceres 27 de juliol de 1917- Madrid, 4 d'abril de 2007) va ser un militar espanyol.
Va ingressar a l'Acadèmia General Militar el 20 de gener de 1936. Després de combatre a la guerra civil espanyola va anar a lluitar a la Divisió Blava. El febrer de 1943 va participar amb el grau de capità en la batalla de Krasni Bor i va rebre la creu de ferro de 1a i 2a classe. El 1948 va rebre la creu de guerra amb palmes. Es va especialitzar en intel·ligència i contraintel·ligència i va ser diplomat d'Estats Majors Conjunts.
Després de retornar a Espanya fou nomenat coronel en cap de la Zona de Reclutament i Mobilització número 84, de Lugo; coronel del Regiment d'Infanteria Aerotransportada Isabel la Catòlica núm. 29, de La Corunya. Va ascendir a general de brigada el 1973, i va ser nomenat governador militar de Valladolid. Ascendí a general de divisió el 1976, va ser director de Personal de la Prefectura Superior de Personal de l'Exèrcit. Va ascendir a tinent general el maig de 1979 i nomenat capità general de Catalunya el febrer de 1981.
Fins a abril de 1982 fou màxim responsable de la IV Regió Militar, quan fou nomenat capità general de Madrid, destinació en el qual va substituir el tinent general Guillermo Quintana Lacaci. El desembre de 1985 va passar a la reserva.